# سیارک ۲۵۹۹۳
سیارک ۲۵۹۹۳ (به انگلیسی: 25993 Kevinxu، نامگذاری:2001FJ80)۲۵۹۹۳مین سیارک کشف شده‌است که در ۲۱ مارس ۲۰۰۱ کشف شد.